# Vyšovatka
Vyšovatka (německy Scheiben) je malá vesnice, část obce Buk v okrese Prachatice v Jihočeském kraji. Nachází se asi jedden kilometr západně od Buku. Je zde evidováno 17 adres. V roce 2011 zde trvale žilo čtrnáct obyvatel.
Vyšovatka je také název katastrálního území o rozloze 2,97 km².

## Historie
První písemná zmínka o vesnici pochází z roku 1359.
V roce 1921 v ní žilo 147 obyvatel (10 české a 137 německé národnosti) ve 24 domech.

## Obyvatelstvo
| Rok            | 1869 | 1880 | 1890 | 1900 | 1910 | 1921 | 1930 | 1950 | 1961 | 1970 | 1980 | 1991 | 2001 | 2011 | 2021 |
| -------------- | ---- | ---- | ---- | ---- | ---- | ---- | ---- | ---- | ---- | ---- | ---- | ---- | ---- | ---- | ---- |
| Počet obyvatel | 161  | 192  | 165  | 148  | 165  | 147  | 140  | 54   | 52   | 28   | 13   | 7    | 18   | 14   | 23   |
| Počet domů     | 20   | 21   | 23   | 23   | 24   | 24   | 24   | 24   | 24   | 11   | 7    | 14   | 17   | 17   | 18   |

## Obecní správa
Při sčítání lidu v letech 1850–1949 Vyšovatka byla osadou obce Pravětín v okrese Prachatice. V letech 1950–1960 byla osadou obce Buk v okrese Vimperk. V letech 1961–1990 byla částí obce Šumavské Hoštice v okrese Prachatice. Od 24. listopadu 1990 je opět částí obce Buk v okrese Prachatice.

## Pamětihodnosti
- Kaple z roku 2006, náhrada původní kaple zbořené roku 1958

## Fotogalerie

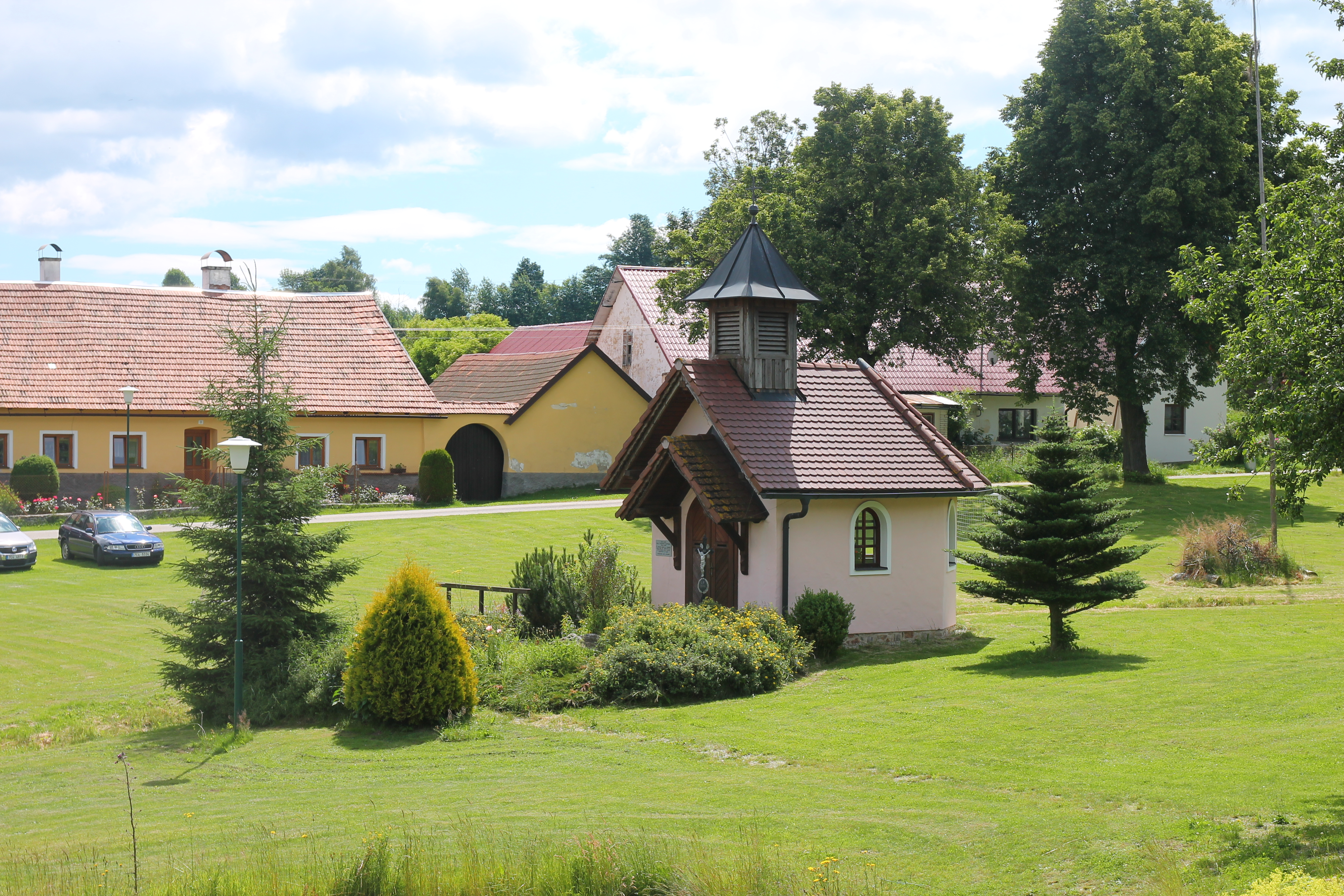
Kaple na návsi
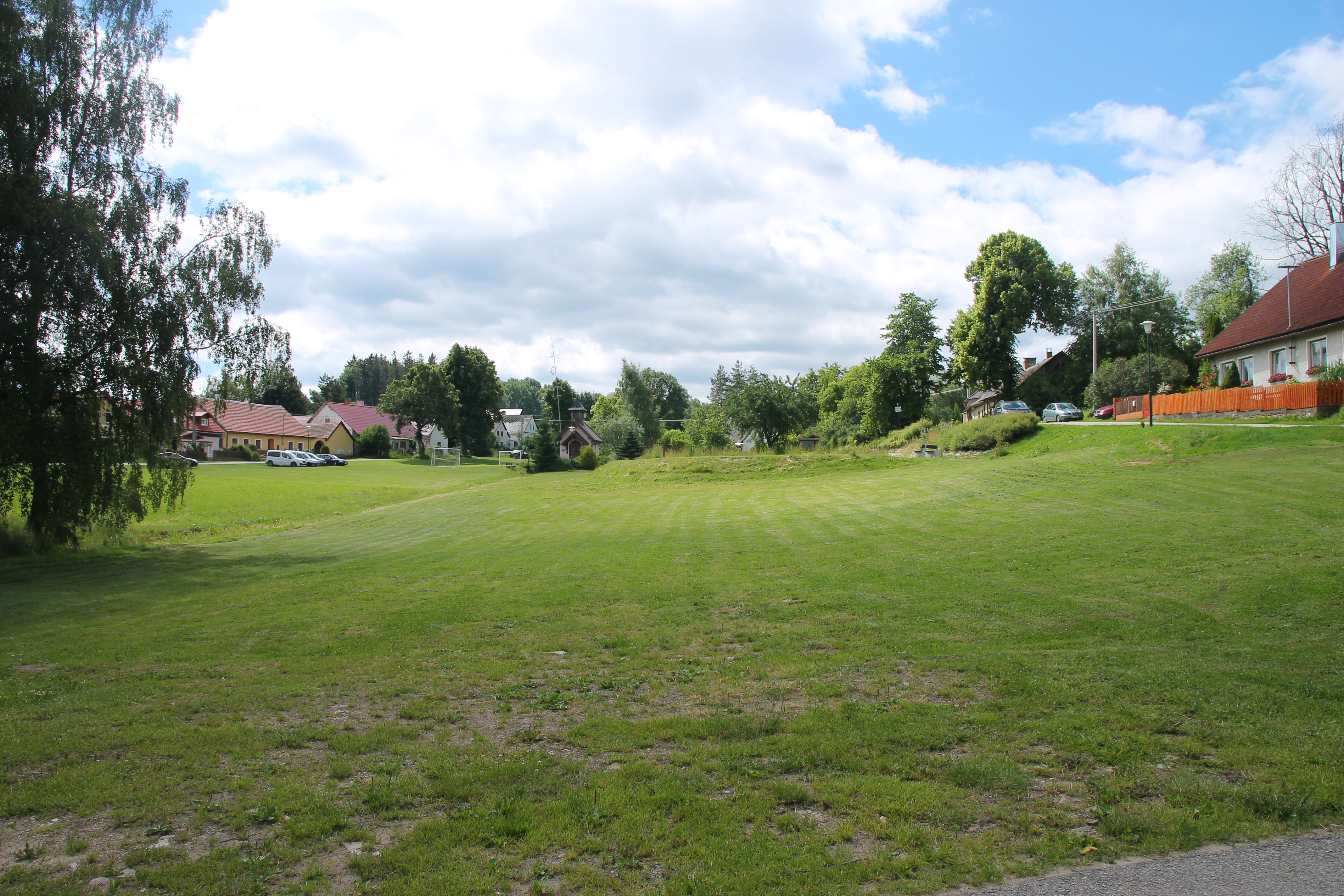
Náves
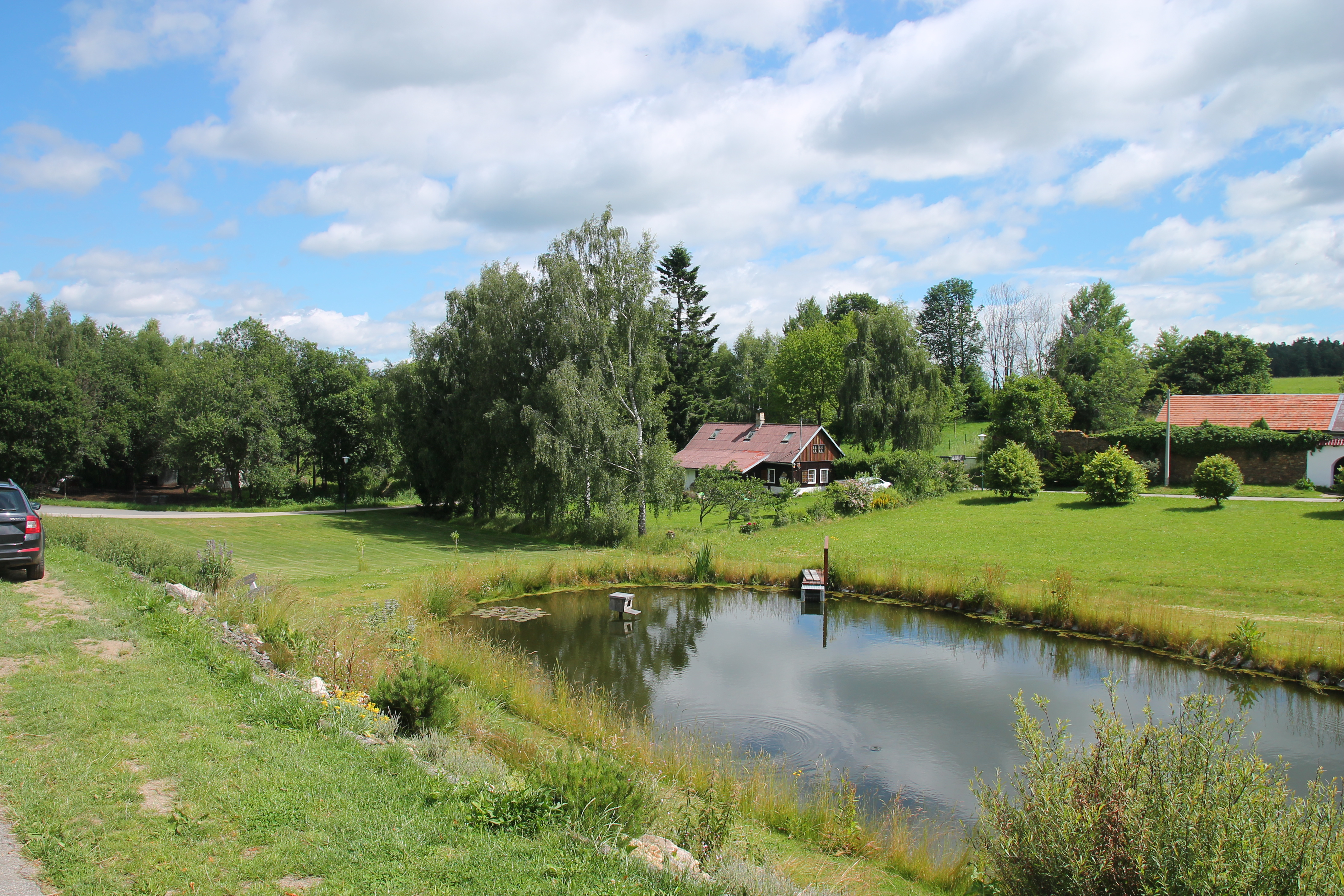
Rybník na návsi
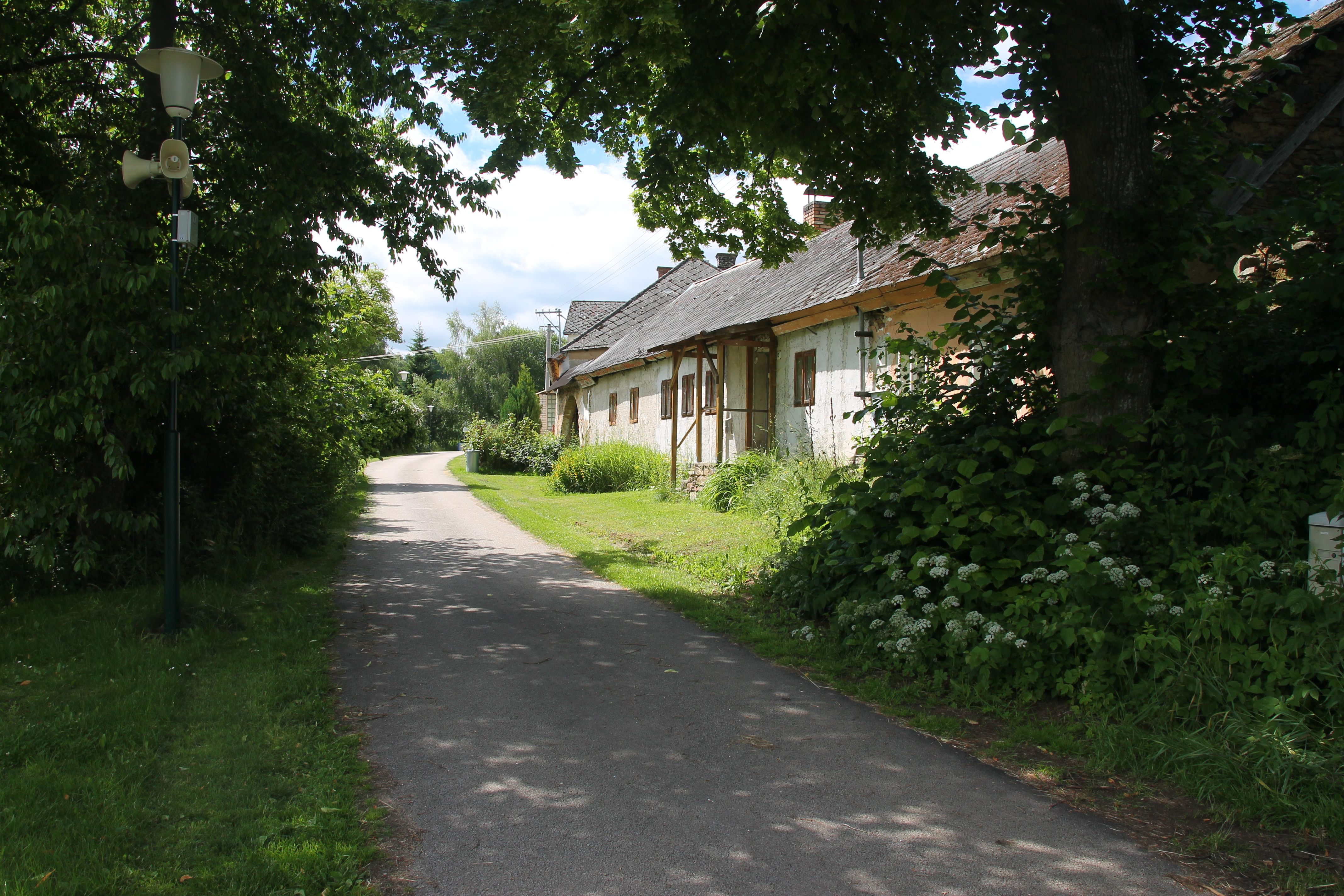
Chalupy kolem návsi
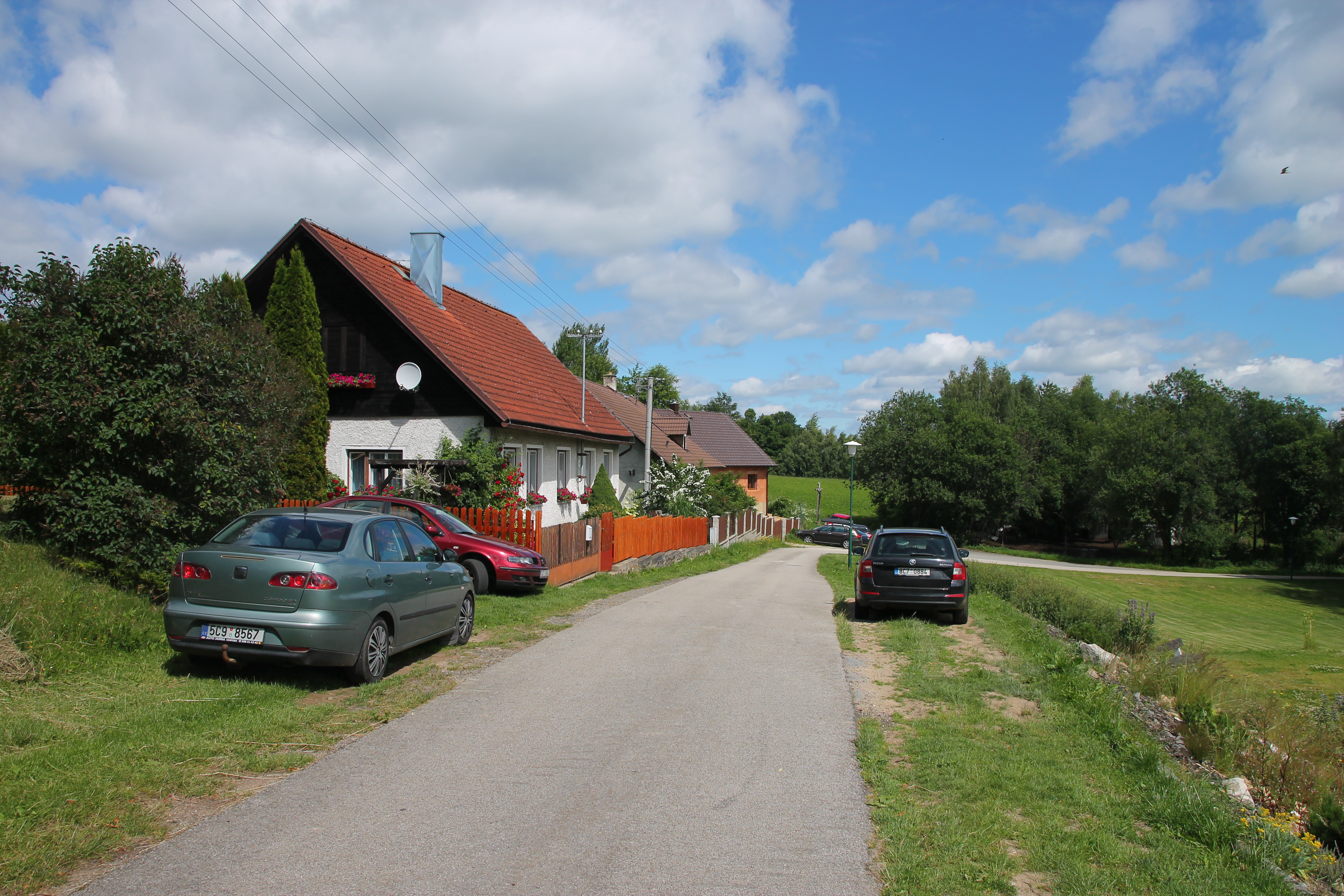
Chalupy kolem návsi
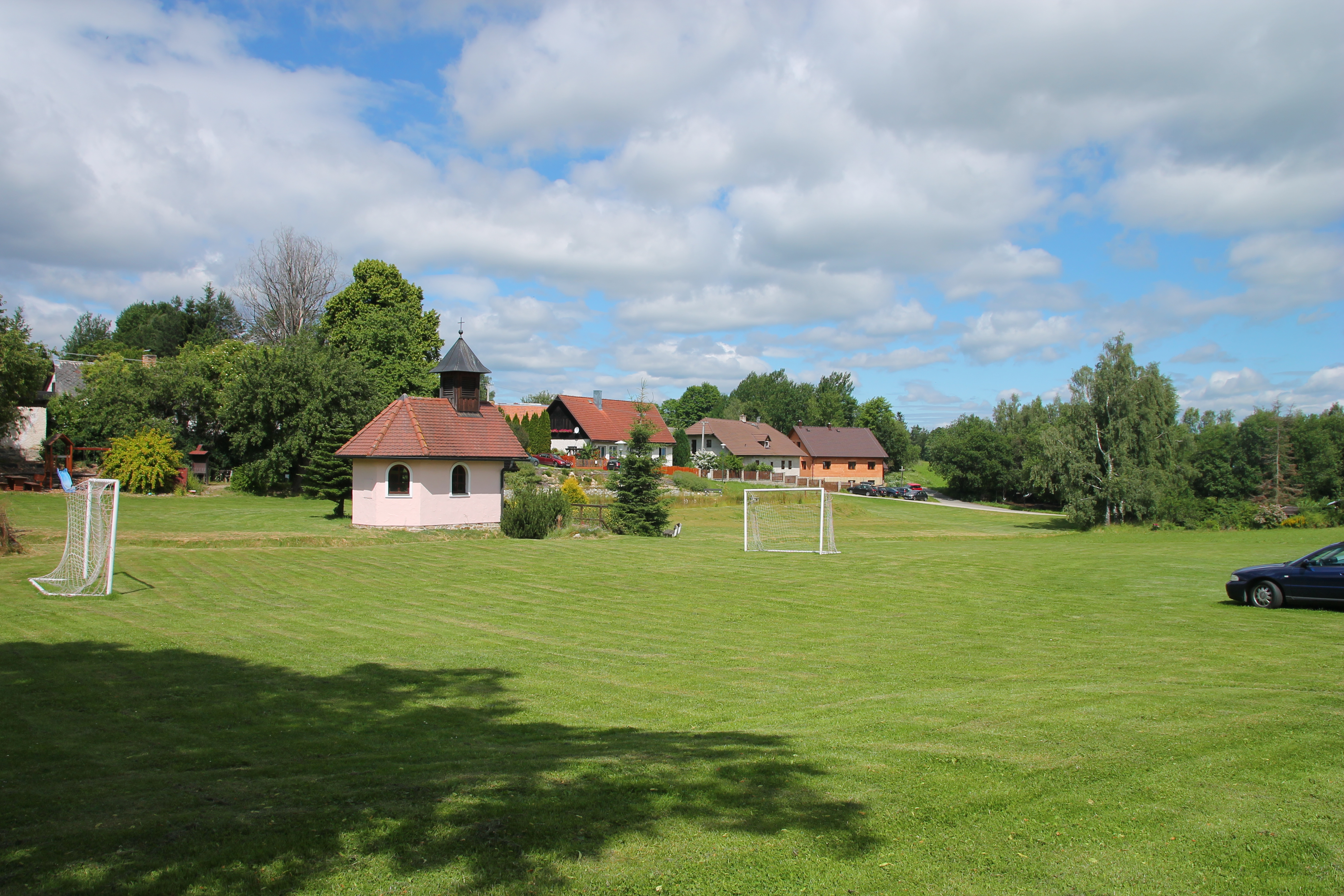
Náves